# Qué lástima
Qué lástima es el nombre del tercer álbum de estudio del cantante salvadoreño Álvaro Torres. En este álbum Álvaro Torres aborda sentimientos como siempre profundos pero refinados. Demuestra sus cualidades con destacadas interpretaciones como lo son el caso de "Qué lástima" o "Enamorado". Fue lanzado al mercado en el mismo año 1978 por Discos Latinoamericanos DILA.

## Lista de temas
1. Qué lástima
2. Decídete
3. Mejor amigos
4. Adiós, adiós
5. Señora mía
6. A veces
7. Enamorado
8. Negra
9. Loco de amor
10. Astillas por quemar
11. Gracias

- Datos: Q6095521